# Peniocereus
Peniocereus és un gènere de cactus, que comprèn 18 espècies. es troben en el sud-oest dels Estats Units i Mèxic. Tenen grans tubercles subterranis, fins i discrets. El seu nom prové del prefix penio- (del llatí penis, que significa ‘cua’) i Cereus, el gran gènere del qual es va separar.

## Taxonomia
Les espècies inclouen:
- Peniocereus castellae
- Peniocereus cuixmalensis
- Peniocereus fosterianus
- Peniocereus greggii
- Peniocereus hirschtianus
- Peniocereus johnstonii
- Peniocereus lazaro-cardenasii
- Peniocereus macdougallii
- Peniocereus maculatus
- Peniocereus marianus
- Peniocereus oaxacensis
- Peniocereus occidentalis
- Peniocereus rosei
- Peniocereus serpentinus
- Peniocereus striatus
- Peniocereus tepalcatepecanus
- Peniocereus viperinus
- Peniocereus zopilotensis